# Jean du Tillet (évêque)
Pour les articles homonymes, voir Jean du Tillet.
Pour les autres membres de la famille, voir Famille du Tillet.
Jean « le Jeune » du Tillet, mort le 18 décembre 1570 à Paris, est un érudit et prélat français, évêque de Saint-Brieuc puis évêque de Meaux.

## Biographie
Fils de Hélie du Tillet, maître d'hôtel de François Ier, maire d'Angoulême et vice-président de la Chambre des comptes du royaume, il est le frère de Louis du Tillet, curé de Claix, qui hébergea Jean Calvin ; de Jean du Tillet (sieur de La Bussière), juriste et historien, et de Séraphin du Tillet.
Chanoine d'Angoulême, Jean du Tillet est ensuite évêque de Saint-Brieuc de 1553 et 1564. Ayant conclu, avec l’évêque de Meaux, Louis de Brézé, un contrat de permutation pour échanger leur siège épiscopal, il est transféré à Meaux le 5 aout 1564, et prend possession de son siège le 16 septembre 1565. C'est la même année 1565 qu'il vient, en compagnie de Diane de Poitiers, à Sérignan-du-Comtat pour, selon la chronique, bénir le château que cette dernière a fait reconstruire. Il écrivit plusieurs ouvrages, dont une Chronique Latine des Rois de France depuis Pharamond jusqu’à Henri II en 1547 et Les Œuvres de Lucifer de Cagliari paru en 1570.
En 1568, il est nommé « conservateur apostolique des privilèges de l'université » en remplacement du cardinal de Coligny passé à la réforme protestante. Il entre en procès avec Louis de Brézé au sujet des conditions de leur permutation de siège qui n'avait pas été acceptées par le Saint-Siège. Il tente en vain d'assurer sa succession à son neveu Jacques du Tillet, conseiller au parlement, mais à sa mort, Louis de Brézé est réinvesti de l'évêché de Meaux.

## Publications
- Chronique Latine des Rois de France depuis Pharamond jusqu’à Henri II, 1547.
- Les Œuvres de Lucifer de Cagliari, 1570.
- Evangelium hebraicum Matthaei, recèns è Judaeorum penetralibus erutum, cum interpretatione latina, ad vulgatam quoad fieri potuit, accommodata; [S.l.], [s.n.], 1555.Titre latin précédé du titre hébreu. Éd. par Jean Du Tillet à partir d’un manuscrit trouvé en Italie, et traduit par Jean Mercier. La traduction latine a une page de titre propre : Evangelium Matthaei ex hebraeo fideliter redditum.

## Sources
- « Dutillet (Jean) », dans Pierre Larousse, Grand dictionnaire universel du XIXe siècle, Paris, Administration du grand dictionnaire universel, 15 vol., 1863-1890 [détail des éditions].
- Charles Guimart, Histoire des évêques de Saint-Brieuc, 1852.
- Francis Raymond, Grande et Petite Histoire de Sérignan, actualisation et édition : association des amis de l'histoire de Sérignan.